# Bruxella 1238
Pour les articles homonymes, voir Couvent des Récollets.
Bruxella 1238 est un site archéologique situé en plein centre de Bruxelles et mis au jour en juin 1988, à l’occasion de travaux de voirie.

## Le couvent des frères mineurs
Les vestiges découverts sont ceux d’un couvent franciscain jadis habité par des Frères mineurs, mieux connus sous l'appellation de Récollets, nom que prirent ces religieux à Bruxelles à partir d'une réforme interne opérée en septembre 1669.

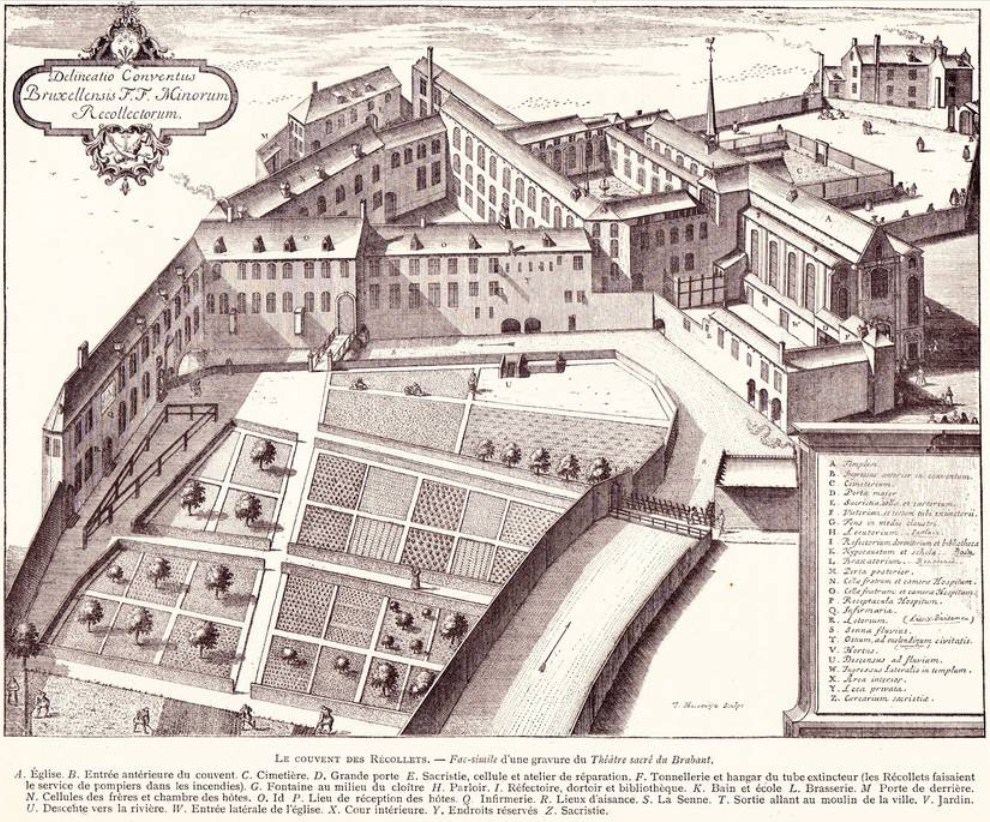
Le couvent des Frères Mineurs Récollets de Bruxelles au XVIIIe siècle.

Vraisemblablement arrivés à Bruxelles entre 1228 et 1231, les Frères mineurs s’installèrent d’abord près des premiers remparts, où ils ne restèrent pas longtemps, puis à l'intérieur de ceux-ci, dans le quartier marchand, à un jet de pierre de la (future) Grand Place, où ils firent construire leur église en 1241. A ce jour, la plus ancienne mention connue des Frères mineurs à Bruxelles remonte à l'année 1238 (d'où le nom du site archéologique) et se retrouve dans le testament d'un certain Lambert de Wespelaar. 
Le destin de cette communauté religieuse se lia alors étroitement et durablement à celui de la ville et de ses habitants. Ensemble, ils allaient traverser bien des épreuves : les inondations récurrentes de la Senne et les incendies fréquents en ville ; la Grande Peste de 1489 ; l’irruption des Gueux en 1575 ; les pestilences chroniques du XVIIe siècle ; ou encore les sièges de la ville de Bruxelles en août 1695, en novembre 1708 et en février 1746. Ainsi, hormis une absence forcée entre 1579 et 1585, période durant laquelle les Calvinistes occupèrent Bruxelles, les Frères mineurs ne cessèrent jamais d’habiter leur couvent jusqu’en octobre 1796, lorsqu’ils en furent chassés et expulsés par les Révolutionnaires français au nom de certaines idées nouvelles.
Contrairement aux moines qui vivaient généralement cloîtrés dans des monastères éloignés des villes, les Frères mineurs s'installaient quant à eux dans les centres urbains, au plus près de la population qu'ils se proposaient d'évangéliser. Une partie de leurs activités spirituelles étaient ainsi tournées vers le siècle et le monde extérieur : ces religieux quittaient fréquemment leur couvent pour faire la quête (base de la vie mendiante), accompagner des funérailles, entendre les confessions des malades et des mourants, prêcher la parole de Dieu ou encore participer à des processions. 
L'Ordre des Frères mineurs fut le premier des ordres mendiants à s'implanter à Bruxelles et le succès de ces religieux fut rapide et important. Dès le XIIIe siècle, ils obtinrent le soutien et l'affection des ducs de Brabant : en 1261, un frère mineur de Bruxelles fut choisi par le duc Henri III pour veiller à l'exécution de ses dernières volontés ; en 1294, le duc Jean Ier se fit inhumer au milieu du chœur de leur église à côté de sa défunte épouse Marguerite de Flandre (†1285).
Les Frères mineurs de Bruxelles étaient également particulièrement appréciés du Magistrat et des bourgeois en raison de leurs interventions lorsqu'un incendie se déclarait en ville ou grâce à leur dévouement auprès des malades en cas d'épidémies de pestes. Dans la seconde moitié du XVIIe siècle, en remerciement de leurs services, la Ville de Bruxelles prit d'ailleurs à sa charge, parmi de nombreuses autres largesses, la construction de la nouvelle façade de leur église où l'on fit placer une statue de l'archange Saint Michel, patron de la ville.
Contrairement à la gravure représentée ci-contre et qui fut réalisée au début du XVIIIe siècle par le graveur Jacques Harrewyn, le couvent médiéval, au sujet duquel nous savons bien peu de choses, était nettement moins étendu et se développait, selon toutes vraisemblances, exclusivement sur la rive droite de la Senne ; un premier jardin « ultra fluvium Sennam » n'étant en effet obtenu que dans les années 1620. Dans les années 1663-1666, un nouveau chauffoir (« hypocaustum » en latin) fut construit derrière le cloître tandis que le couvent ne se dota d'une brasserie qu'en 1707.
En juin 1579, l'église conventuelle fut pillée par les Iconoclastes qui la démontèrent ensuite partiellement en août 1581 ; le chœur gothique fut renversé avec la majorité des monuments funéraires qu'il renfermait dont celui du duc Jean Ier de Brabant. Une fois les Calvinistes expulsés hors de Bruxelles (1585), le chœur fut reconstruit grâce à un subside de dix mille florins imposé à la ville par Alexandre Farnèse, gouverneur des Pays-Bas espagnols ; quant au gisant médiéval du duc Jean Ier, un nouveau monument funéraire (une lame de cuivre gravée par Etienne van Schore) fut financé par l'Archiduchesse Isabelle vers 1624-1627. L'église franciscaine, qui avait été agrandie dans les années 1621-1623, fut à nouveau détruite lors du bombardement de Bruxelles des 13, 14 et 15 août 1695 ; une partie du couvent et la quasi-totalité des archives conventuelles furent à cette occasion dévorés par les flammes. La reconstruction du cloître débuta en 1697 et la nouvelle église dédiée aux saints Martin et Catherine fut consacrée le 30 août 1699.
Après l'expulsion des religieux (octobre 1796) et la vente du couvent comme bien national (janvier 1797) sous le Directoire, l'église des Récollets fut détruite et remplacée par une halle au beurre (connue sous le nom de Marché des Récollets) qui fonctionna de mai 1800 à décembre 1867.

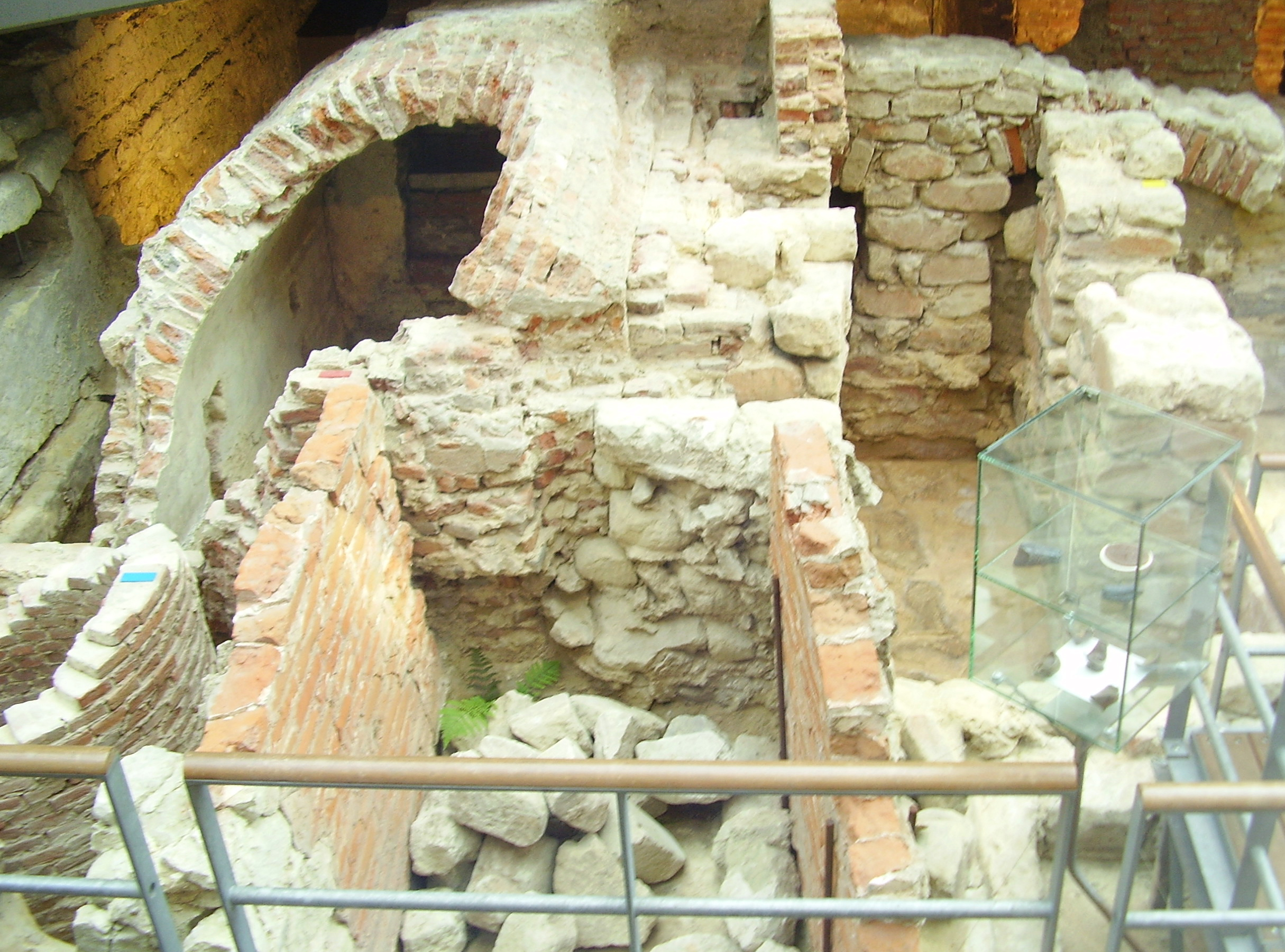
Fondations du chœur.

À la fin des années 1860 le centre-ville fut le cadre de grand bouleversements, la Senne fut voutée, les boulevards du centre furent dessinés. Entre 1868 et 1873 fut construite la monumentale Bourse de Bruxelles, symbole de la finance, à l’emplacement de la halle au beurre et de l'ancien couvent franciscain qui commença alors à sombrer dans l'oubli.
L’emplacement choisi, jugé insalubre par les autorités de l'époque, était l’un des derniers terrains non bâtis du centre. Le premier plan dessiné par l’architecte Léon-Pierre Suys comportait un bâtiment construit en largeur le long du boulevard, ce qui aurait eu pour conséquence de détruire totalement les vestiges de l’ancienne église. Le projet finalement retenu changea l’orientation de l’édifice qui fut donc perpendiculaire au boulevard et encadré de deux nouvelles rues, les rues Maus et de la Bourse.

## Les fouilles

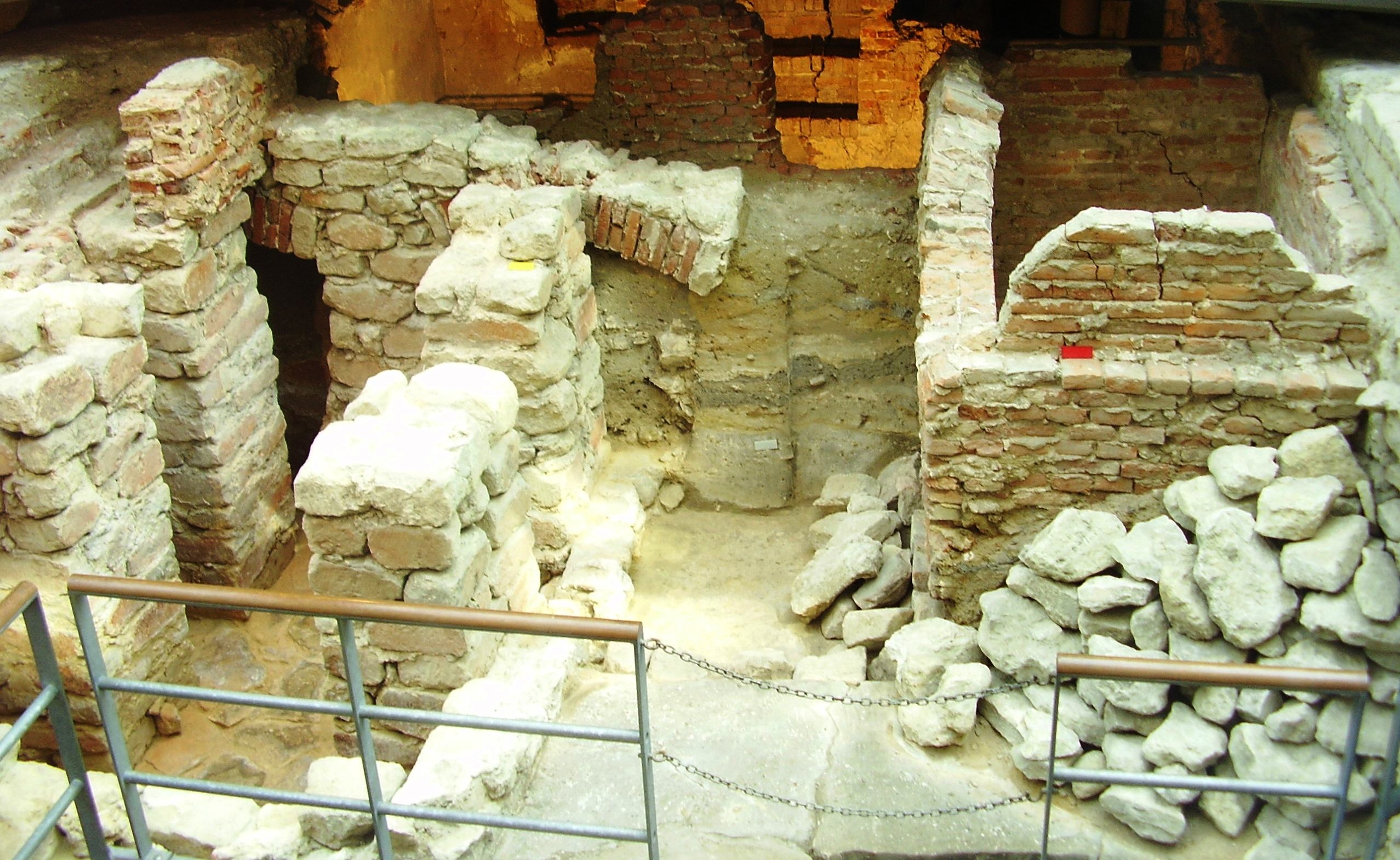
Emplacement des caveaux.

Les fouilles, sous la direction du professeur Pierre Bonenfant de l’Université libre de Bruxelles sont effectuées en urgence durant l’été 1988 par la Société royale d’archéologie de Bruxelles, en collaboration avec le service des fouilles de l’ULB.
Les investigations faites rue Maus, du côté sud de la Bourse, ne donnent rien. La façade latérale au sud de la Bourse coïncide probablement avec l’emplacement de l’ancienne façade de l’église des récollets. Au nord par contre, rue de la Bourse, on découvre tout d’abord les fondations d’un mur d’enceinte du couvent puis de nombreux ossements humains à l’emplacement de l’ancien cimetière. Plus loin dans la rue, on identifiera l’emplacement du chœur de l’église orientée nord-sud et de l’autre côté, les traces de bâtiments conventuels.
Le niveau du sol de l’époque de la construction de l’église est identifié à 1 mètre 40 sous le niveau actuel. Le site présente un enchevêtrement de murs d’époques différentes, les matériaux, des pierres blanches des fondations aux briques et les styles des différentes pierres sculptées retrouvées du gothique au baroque, témoignent de l’histoire mouvementée des lieux. Le chœur est occupé par une succession de caveaux funéraires qui ont abrité les sépultures de personnages illustres de différentes époques, au centre celui de Jean Ier, duc de Brabant et de Basse-Lotharingie. Un puits probablement creusé par les marchands du XIXe siècle est toujours connecté à la nappe phréatique. Près du boulevard, sous l’ancien cloître, ont été découvertes les tombes des moines contenant encore plusieurs squelettes complets en connexion anatomique. De nombreux tessons de poteries permettent de retracer toute l’histoire de la céramique de la simple terre cuite à l’évolution des vernis et l’apparition des grès.

## Le musée de site, Bruxella 1238

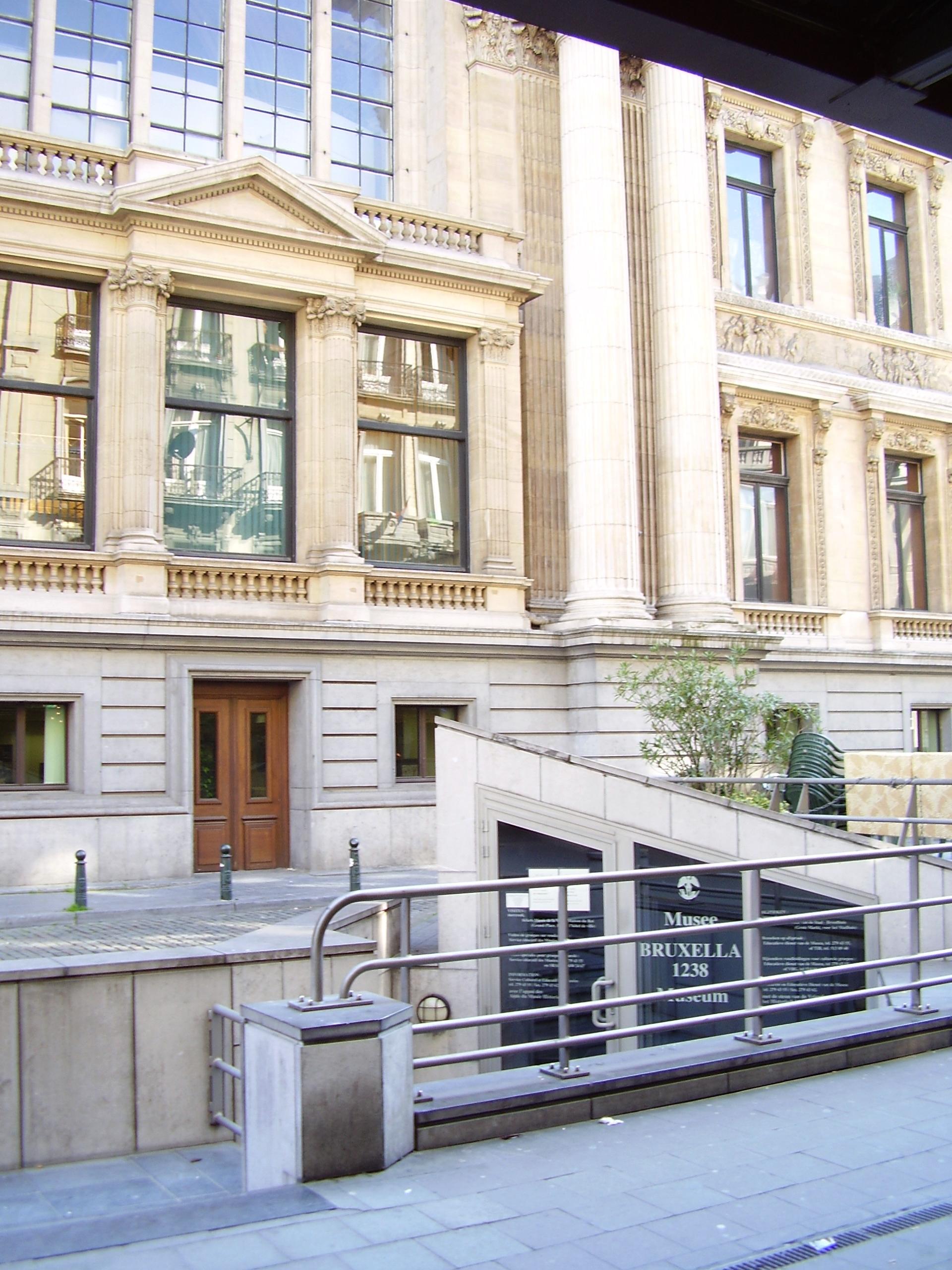
Ancien accès au site.

L’exploration du site ne se fait pas sans difficultés. Les historiens et archéologues ont tout d’abord bien du mal à convaincre les autorités de l’importance historique des lieux et du potentiel de découvertes qu’ils représentent. Les recherches débutent dans une cohabitation difficile avec les pelleteuses du chantier. Le hasard du calendrier fait opportunément stopper les travaux de voiries pour les « congés du bâtiment » de juillet. Cette période de répit sera bien sûr mise à profit par les chercheurs. Les premières découvertes et l’intérêt croissant de la population qui ne cesse de se presser aux abords du site incite le bourgmestre de Bruxelles-ville à apporter son soutien aux fouilles.
Il sera ensuite décidé par le conseil communal de créer un musée de site accessible au public. Les moyens budgétaires se faisant attendre il faudra plusieurs années pour concrétiser le projet, période durant laquelle les découvertes seront protégées par de simples bâches offertes par un commerçant. Le musée sera finalement inauguré en 1993 grâce entre autres au mécénat d’une compagnie d’assurance. La partie centrale au-dessus du chœur est recouverte d’une verrière qui rend les vestiges visibles des passants. Les visites guidées se font en empruntant des passerelles métalliques et un système de climatisation maintient une température et un degré d’humidité constants évitant toute dégradation.
L'accès au site et la scénographie ont été complètement refaits lors de réaménagement du palais de la Bourse et le site est intégré dans le musée de la bière de Bruxelles, même s'il est encore possible de la visiter séparément.